# Episodi di Il commissario Köster (decima stagione)
La decima stagione della serie televisiva Il commissario Köster è stata trasmessa in prima visione negli Germania da ZDF dal 12 gennaio 1986. 
| n. | Titolo originale       | Titolo italiano             | Prima TV Germania                      | Prima TV Italia |
| -- | ---------------------- | --------------------------- | -------------------------------------- | --------------- |
| 1  | Zwei Leben             | La doppia vita di Ingrid    | 12 gennaio 1986                        |                 |
| 2  | Sein erster Fall       | I tre testimoni             | 28 febbraio 1986 (Kommissar Leo Kress) |                 |
| 3  | Das Attentat           | L'attentato                 | 7 marzo 1986                           |                 |
| 4  | Mord auf Zimmer 49     | Omicidio nella stanza 49    | 21 marzo 1986                          |                 |
| 5  | Der Trugschiuß         | Delitto ai mercati generali | 18 aprile 1986                         |                 |
| 6  | Terzett in gold        | Terzetto d'oro              | 23 maggio 1986                         |                 |
| 7  | Gigolo ist tot         | Gigolo è morto              | 27 luglio 1986                         |                 |
| 8  | Killer gesucht         | Cercasi killer              | 1º agosto 1986                         |                 |
| 9  | Tödliche Freundschaft  | Amicizia mortale            | 5 settembre 1986                       |                 |
| 10 | Falsch verbunde        | Errore telefonico           | 19 settembre 1986                      |                 |
| 11 | Floßfahrt ins Jenseits | Una gita in zattera         | 14 novembre 1986                       |                 |
| 12 | Tatverdacht            | Sospetto infondato          | 12 dicembre 1986                       |                 |

## La doppia vita di Ingrid
- Titolo originale: Zwei Leben
- Diretto da: Günter Gräwert
- Scritto da: Adolf Schröder, Günter Gräwert
- Interpreti: Siegfried Lowitz - Erwin Köster, Michael Ande - Gerd Heymann, Jan Hendriks - Martin Brenner, Agnes Fink - Beate Andresen, Christoph Waltz - Hans Baumeister, Sven-Eric Bechtolf - Robert Rehfeld, Katja Flint - Christa Sonnenberg, Daniel Lüönd - Jan Merkel, Friedrich von Thun - Egon Berger, Werner Schnitzer - Herr Hauser, Christin Marquitan - Manfred Spies, Gert Burkard - Georg Schwole, Sabrina Lorenz - Birte Berg, Josef Moosholzer - custode, Günter Gräwert - medico, Ulf Söhmisch - medico legale

### Trama
Una ragazza fa la doppia vita di studentessa e di prostituta. Viene trovata morta. I sospetti cadranno non su un cliente, ma su uno dei suoi amici. Durante le fasi finali della cattura dell'assassino, il commissario Köster viene ferito. Morirà poi in ospedale.

## I tre testimoni
- Titolo originale: Sein erster Fall
- Diretto da: Günter Gräwert
- Scritto da: Tobias Bertram
- Interpreti: Rolf Schimpf-Kriminalhauptkommissar Leo Kress, Michael Ande-Kriminaloberkommissar Gerd Heymann, Charles M. Huber-Kriminalkommissar Henry Johnson, Jan Hendriks-Kriminalkommissar Martin Brenner, Jan Meyer-Kriminalhauptmeister Löwinger, Klaus Löwitsch-Ingo Marquardt, Evelyn Opela-Helga Marquardt, Peter Fricke-Kurz Kramer, Amadeus August-Albert Pfeiffer, Udo Thomer-Harro Sass, Toni Berger-Anton Holzner, Franz Boehm-Herr Schramm, Mathias Eysen-Herr Lattner, Barbara Morawiecz-Frau Pfeiffer, Gernot Duda-Wirt, Wilmut Borell-Nachbar, Ulf J. Söhmisch-medico legale, Hans Stadlbauer-poliziotto, Hermann Giefer-poliziotto

### Trama
Dopo la morte del commissario Köster viene nominato il suo successore, Kress. Il primo caso che segue è il rilascio di un carcerato, pericoloso rapinatore, che vuole vendicarsi dei testimoni accusatori di lui.

### Colonna sonora
- Ricchi e poveri, Sarà perché ti amo

## L'attentato
- Titolo originale: Das Attentat
- Diretto da: Zbynek Brynych
- Scritto da: Volker Vogeler
- Interpreti: Rolf Schimpf - Kriminalhauptkommissar Leo Kress, Michael Ande - Kriminaloberkommissar Gerd Heymann, Charles M. Huber - Kriminalkommissar Henry Johnson, Herbert Stass - Alfons Ahlert, Sigfrit Steiner - Hans Bertram, Peter Kuiper - Hans Barrig, Volker Eckstein - Peter Bogdan, Frithjof Vierock - poliziotto, Manfred Seipold - Wallner, Wilfried Klaus - Behrend, Jörg Hube - taxista, Bettina Redlich - Sabine Kress, Enzi Fuchs - Wurlitzer, Hans-Dieter Asner - Klein, Gert Burkard - Baldmann, Ulf Söhmisch - medico legale, Jutta Kästel - madre di Parkdeck, Peter Moland - LKA

### Trama
Due uomini si incontrano in un grande magazzino. Uno dei due prende uno sgabello e va sul tetto dell'edificio. Vuole gettarsi nel vuoto. Interviene su richiesta il commissario Kress che conosce l'individuo.

## Omicidio nella stanza 49
- Titolo originale: Mord auf Zimmer 49
- Diretto da: Günter Gräwert
- Scritto da: Bruno Hampel
- Interpreti: Rolf Schimpf - Kriminalhauptkommissar Leo Kress, Michael Ande - Kriminaloberkommissar Gerd Heymann, Charles M. Huber - Kriminalkommissar Henry Johnson, Manfred Zapatka - Simon Kröger, Inge Birkmann - Katharina Kröger, Peer Augustinski - Rainer Lombardt, Bruno Dietrich - Bernhard Wynholt, Wega Jahnke - Karin Wynholt, Käte Jaenicke - Friederike Zabel, Beate Finckh - Petra Mock, Bernd Herberger - Dr. Brossinge, Edwin Marian - Klenz, Til Erwig - Merkle, Nikolas Lansky - Frick, Ute Christensen - Verena, Hans-Dieter Asner - Klein, Ulf Söhmisch - Polizeiarzt, Anton Feichtner

### Trama
Una cameriera di un hotel mette in scena una violenza sessuale e chiama il portiere. Nel giungere nella camera incriminata, già occupata da un cliente che sta facendo il bagno, scoprono che la ragazza è morta. Iniziano le indagini di Kress che ovviamente accusa l'apparente assassino, il cliente della stanza 49.

## Delitto ai mercati generali
- Titolo originale: Der Trugschiuß
- Diretto da: Theodor Grädler
- Scritto da: Volker Vogeler
- Interpreti: Rolf Schimpf - Leo Kress, Michael Ande - Gerd Heymann, Charles M. Huber - Henry Johnson, Hannes Jaenicke - Manfred Leder, Jutta Speidel - Frau Matrey, Siegurd Fitzek - Herr Matrey, Jan Meyer - Löwinger, Hans Georg Panczak - Herr Steinbeck, Sabi Dorr - Pizza, Maria Singer - Marktfrau, Dirk Dautzenberg - Händler, Günter Clemens - Reporter, Franjo Marincic - Mafioso, Ulf Söhmisch - Polizeiarzt, Robert Bosshardt, Vittorio Casagrande, Andreas Reinl, Klaus Rohrmoser

### Trama
Ai mercati generali di Monaco avviene un omicidio. Le indagini portano a seguire una pista che conduce alla mafia napoletana.

## Terzetto d'oro
- Titolo originale: Terzett in gold
- Diretto da: Wolfgang Becker
- Scritto da: Bruno Hampel
- Interpreti: Rolf Schimpf - Leo Kress, Michael Ande - Gerd Heymann, Charles M. Huber - Henry Johnson, Rosel Zech - Helma Köhler, Franz Rudnick - Gustav Köhler, Jochen Horst - Peter Köhler, Constanze Engelbrecht - Charlotta Simonek, Rolf Becker - Wolfgang Simonek, Rainer Hunold - Klaus Abel, Ulf Söhmisch - medico legale, Eva Maria Bauer - anziana in treno, Stefan Behrens - Gert Burkard - cameriere, Günter Clemens - Jogger, Georg Einerdinger - poliziotto, Heini Göbel, Ulli Kinalzik, Wulf Schmid Noerr

### Trama
Un uomo viaggia in treno dalla Svizzera e scende a Monaco di Baviera. Trasporta oro di contrabbando per conto di un negozio di oreficeria che compra e vende  il metallo prezioso. Farà richiesta di un guadagno diverso per la sua collaborazione ai tre soci del sodalizio criminale, che ovviamente si oppongono. 

## Gigolo è morto
- Titolo originale: Gigolo ist tot
- Diretto da: Dietrich Haugk
- Scritto da: Volker Vogeler
- Interpreti: Rolf Schimpf - Leo Kress, Michael Ande - Gerd Heymann, Charles M. Huber - Henry Johnson, Wolfgang Zerlett - Meyer Zwo, Günter Lamprecht - Wolfgang Molten, Bettina Redlich - Sabine Kress, Michael Boettge - Lehmann, Udo Weinberger - Rohrmoser, Claude-Oliver Rudolph - Bertie, Anja Jaenicke - Angie, Stefan Reck - Gigolo, Ulf Söhmisch - medico legale, Markus Böttcher - Werner Riedmann, Zsoka Duzar, Ulrich Germer, Leopold Gmeinwieser - poliziotto, Franz Hettenkofer, Horst Kummeth - amico Sabine

### Trama
Due amici ladri si introducono in una villa, sabotando il sistema d'allarme. Una volta entrati durante la perlustrazione dell'appartamento, scoprono un cadavere che giace su una poltrona. Un altro uomo è in casa, armato di fucile.

## Cercasi killer
- Titolo originale: Killer gesucht
- Diretto da: Alfred Weidenmann
- Scritto da: Volker Vogeler
- Interpreti: Rolf Schimpf - Leo Kress, Michael Ande - Gerd Heymann, Charles M. Huber - Henry Johnson, Wolfgang Zerlett - Meyer Zwo, Udo Vioff - Peter Beleitis, Christiane Hörbiger - Christa Beleitis, Markus Boysen - Thomas Spranger, Ditte Schupp - Daniela Borchert, Franz Boehm - Dr. Hans Nagel, Werner Schnitzer - Dr. Fischbach, Michael Boettge - uomo alla spazzatura, Willy Schultes - vicino, Karl Renar - Privatdetektiv, Ulf Söhmisch - medico legale, Hans Bergmann, Timothy Peach, Eva Röder, Michael Schneider

### Trama
Una coppia di coniugi incaricano un killer per assassinare una ragazza. Verrà poi uccisa la moglie dei due. Un detective privato sarà l'esecutore degli omicidi.

### Colonna sonora
- Klaus Doldinger's Passport, Mr. Mistery

## Amicizia mortale
- Titolo originale: Tödliche Freundschaft
- Diretto da: Günter Gräwert
- Scritto da: Günter Gräwert
- Interpreti: Rolf Schimpf - Leo Kress, Michael Ande - Gerd Heymann, Charles M. Huber - Henry Johnson, Markus Böttcher - Werner Riedmann, Peter Sattmann - Hans Holzer, Walter Renneisen - Ingmar Brunner, Regina Sattler - Maike Berger, Ilse Künkele - Frau Immermann, Christiane Hammacher - Frau Karpowski, Dieter Schidor - Wirt, Ulf Söhmisch - medico legale, Klaus Abramowsky, Heide Ackermann - Taxizentrale, Dieter Augustin- Fetter Taxiunternehmer, Peter Kuhnert, Robert Naegele - farmacista, Hans Stadlbauer

### Trama
Un taxista viene coinvolto in una rapina in banca. Il rapinatore dopo aver ferito mortalmente un dipendente della banca sale su un taxi per fuggire e inizia il sequestro del taxista; tra i due inizierà una pseudo amicizia.

## Errore telefonico
- Titolo originale: Falsch verbunden
- Diretto da: Wolfgang Becker
- Scritto da: Bruno Hampel
- Interpreti: Rolf Schimpf - Leo Kress, Michael Ande - Gerd Heymann, Charles M. Huber - Henry Johnson, Markus Böttcher - Werner Riedmann, Verena Peter - Effi Scholz-Grevenau, Gisela Uhlen - Bertha Grevenau, Amadeus August - Daniel Grevenau, Sven-Eric Bechtolf - Christian Grevenau, Beate Finckh - Brigitte Oswald, Christoph Eichhorn - Uwe Scholz, Helma Seitz - Frau Gruber, Hans-Dieter Asner - procuratore, Ulf Söhmisch - medico legale, Joachim Bernhard, Egon Biscan - poliziotto centrale, Hans Jürgen Diedrich - Herr Böck, Manfred Spies - Dr. Körner, Sabine Steincke

### Trama
Un uomo solo in casa telefona ad una donna dichiarando di volersi suicidare. La donna disperatamente tenta di dissuadere l'uomo e nel frattempo avverte la polizia che rintraccia la telefonata; troveranno poi l'uomo già cadavere.

### Colonna sonora
- Al Corley, Face to Face
- The Alan Parsons Project, Fall Of The House Of Usher
- Keith Jarret, Sand part 3

## Una gita in zattera
- Titolo originale: Floßfahrt ins Jenseits
- Diretto da: Dietrich Haugk
- Scritto da: Bruno Hampel
- Interpreti: Rolf Schimpf - Leo Kress, Michael Ande - Gerd Heymann, Charles M. Huber - Henry Johnson, Markus Böttcher - Werner Riedmann, Uwe Friedrichsen - Klaus Wex, Eva Kryll - Irene Möller, Rainer Basedow - Bartolomäus Möller, Hans Brenner - Georg Grusebeck, Helmut Rühl - Zenker, Dagmar Hellberg - Margot, Peter Böhlke, Anton Feichtner - Floßmeister, Klaus Krüger, Fredl Nauderer, Fritz Straßner, Billy Gorlt

### Trama
Un padroncino di taxi passa il tempo bevendo birra nella vasca da bagno. La moglie, stanca della situazione, intrattiene una relazione con un taxista dipendente. Durante una gita sul fiume cade in acqua e affoga.

### Colonna sonora
- Bernard Marleau, Humble History

## Sospetto infondato
- Titolo originale: Tatverdacht
- Diretto da: Günter Gräwert
- Scritto da: Volker Vogeler
- Interpreti: Rolf Schimpf - Leo Kress, Michael Ande - Gerd Heymann, Charles M. Huber - Henry Johnson, Wolfgang Zerlett - Meyer Zwo, Stefan Reck - Peter Schenk, Bernd Herberger - Werner Schenk, Eva Maria Bauer - Luise Schenk, Manfred Zapatka - Harry Saleske, Hanno Pöschl - Alfred Bender, Lisa Kreuzer - Gerda Saleske, Jan Meyer - Löwinger, Toni Berger - Bachmayer, Hans-Dieter Asner - procuratore, Hans Stadtmüller - Walter Schulzke, Maria Singer - signora alla finestra, Alexander Gittinger - direttore filiale, Gert Burkard - primario, Ulf Söhmisch - medico legale

### Trama
Durante un incidente probatorio avviene un tentato omicidio di un indagato mediante uno sparo a distanza con fucile di precisione. La persona morirà in ospedale. Il morto era sospettato di aver lui stesso sparato ad un trasportatore di valori.